# Sistema solare

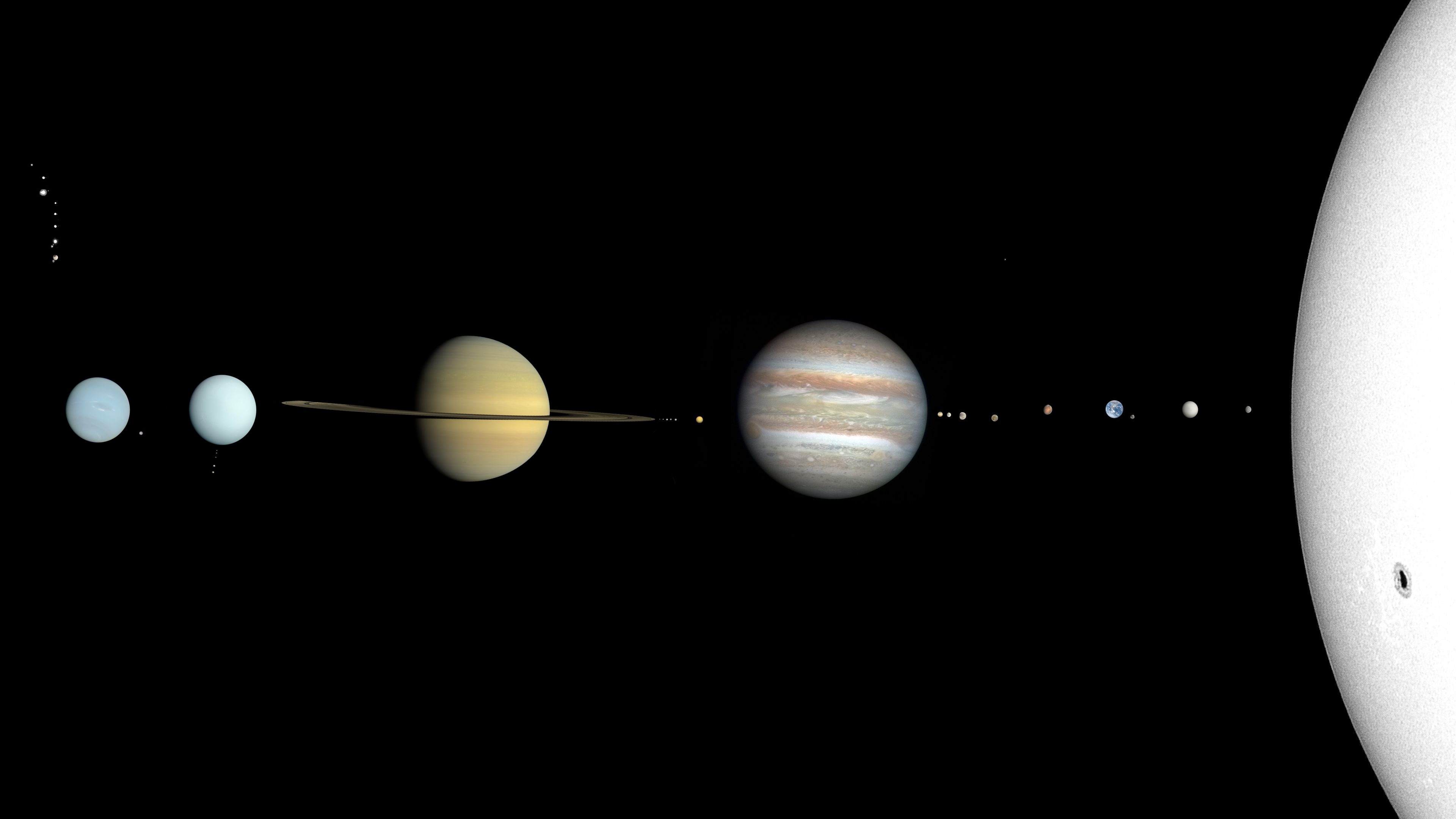
Raffigurazione del sistema solare.
Le distanze non sono in scala.

Il sistema solare è un sistema planetario costituito da una varietà di corpi celesti mantenuti in orbita dalla forza gravitazionale del Sole; ha un diametro di circa 120-130 au - 0,0019 anni luce, inteso come la zona dello spazio che è sottoposta al vento solare, tralasciando l'immensa zona sottoposta alla sola gravità solare. È situato nel braccio di Orione della Via Lattea e orbita attorno al centro galattico a una distanza di circa 26700 anni luce e una velocità di 230 km/s; si stima che il sistema solare impieghi circa 225-250 milioni di anni per completare un giro attorno al centro galattico.
Il sistema solare è costituito dal Sole, una stella che da sola possiede il 99,86% della massa di tutto il sistema, da otto pianeti (quattro rocciosi interni e quattro giganti gassosi esterni), da sei pianeti nani, dai rispettivi satelliti naturali, e da moltissimi altri corpi minori; questa categoria comprende gli asteroidi, in gran parte ripartiti fra due cinture asteroidali, chiamate fascia principale e fascia di Kuiper), le comete, prevalentemente situate nell'ipotetica nube di Oort, i meteoroidi e la polvere interplanetaria, che tutti insieme costituiscono il restante 0,14% del sistema.
In ordine di distanza dal Sole, gli otto pianeti sono: Mercurio, Venere, Terra, Marte, Giove, Saturno, Urano e Nettuno; i sei pianeti nani sono: Cerere, situato nella Fascia principale degli asteroidi, Plutone, Haumea, Quaoar, Makemake situati nella Fascia di Kuiper ed Eris, che si trova nel disco diffuso. Il vento solare, un flusso di plasma generato dall'espansione continua della corona solare, permea l'intero sistema solare, creando una bolla nel mezzo interstellare conosciuta come eliosfera, che si estende fino oltre alla metà del disco diffuso.

## Storia delle osservazioni

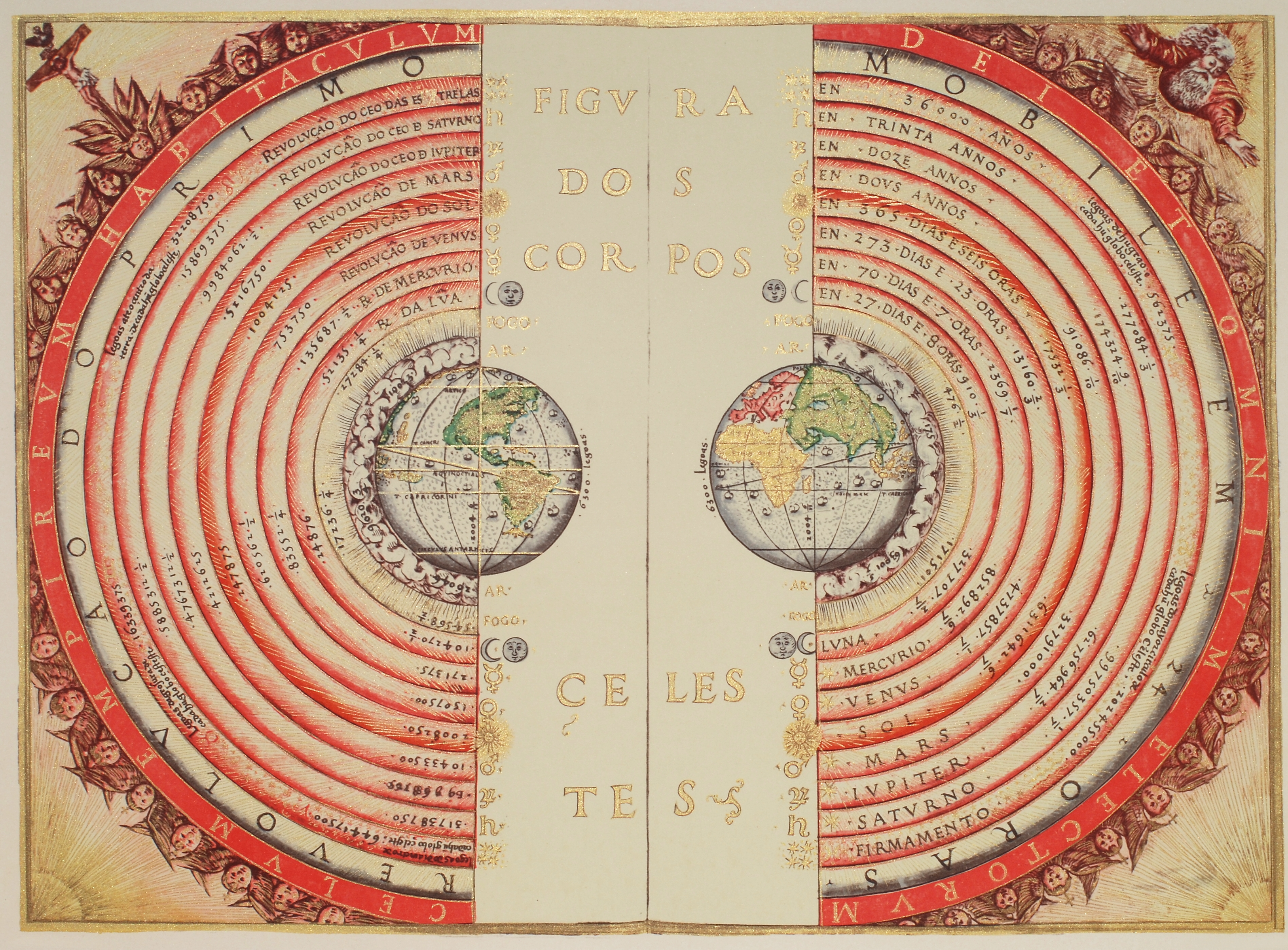
Rappresentazione del 1500 del sistema solare del cartografo Bartolomeu Velho con la Terra al centro dell'universo

Sebbene molti dei maggiori corpi celesti del sistema solare fossero già conosciuti sin dall'antichità, il concetto stesso era ignorato in quanto vigeva per lo più un'idea di sistema geocentrico con la Terra al centro dell'universo. Uno dei primi a immaginare un sistema eliocentrico fu Aristarco di Samo, ma le sue idee non presero piede nella comunità dei filosofi e pensatori di allora.
Fu solo nel XVI secolo che Niccolò Copernico propose la visione moderna del sistema solare, con al centro il Sole e i pianeti conosciuti allora a orbitare intorno. Gli unici corpi del sistema solare conosciuti erano solamente i cinque pianeti visibili a occhio nudo, Giove, Saturno, Marte, Venere e Mercurio. Nel secolo successivo, con l'invenzione del telescopio di Galileo Galilei, vennero scoperti altri corpi minori, come i satelliti medicei, gli anelli di Saturno e alcune comete; per circa 200 anni non si pensò che potessero esserci altri oggetti nel sistema solare.

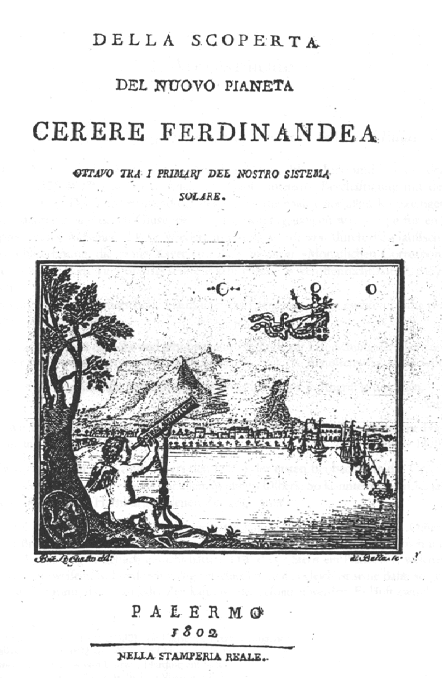
Frontespizio della scoperta del nuovo pianeta Cerere Ferdinandea

La scoperta di Urano nel 1781 da parte di William Herschel mise in discussione i preconcetti che aveva la comunità scientifica, generando dubbi relativamente alla possibilità che esistessero pianeti transuranici.
Pochi anni dopo, nel 1801, Giuseppe Piazzi dichiarò di aver scoperto un nuovo pianeta tra le orbite di Marte e Giove: si trattava di Cerere. Piazzi escluse che potesse trattarsi di una cometa e, non conoscendo altri oggetti diversi da pianeti e comete, fu del tutto ignaro di avere scoperto un nuovo tipo di oggetto, l'asteroide. Da allora le scoperte di nuovi oggetti si moltiplicarono, in particolare vennero scoperti molti asteroidi. Nel 1846 venne scoperto un pianeta in modo del tutto rivoluzionario: prima dell'osservazione diretta, si calcolarono le perturbazioni dell'orbita di Urano e se ne dedusse che doveva esistere un pianeta in un punto preciso dello spazio per giustificare le discrepanze osservate. Pochi giorni dopo la pubblicazione dello studio, Johann Gottfried Galle e Heinrich Louis d'Arrest confermarono la presenza di Nettuno a meno di un grado di distanza dal punto calcolato.
Nel 1930 salì a nove il numero di pianeti conosciuti con l'identificazione di Plutone, ritenuto allora un oggetto di massa molto maggiore di quanto effettivamente sia. Negli anni '50 Jan Oort ipotizzò l'esistenza di un vivaio di comete ben al di là delle orbite dei pianeti conosciuti, situato a decine di migliaia di UA dal Sole, la nube di Oort (la parte più esterna del Sistema Solare) che quando venivano perturbate modificavano consistentemente la propria orbita fino ad arrivare nella zona interna del sistema. Nel 1992 la scoperta di Albion riavviò la ricerca di oggetti transnettuniani. L'avvento di sistemi automatici di ricerca permise la scoperta di migliaia di oggetti dal diametro tra i 50 e 2500 km. La scoperta di Eris, di dimensioni simili a Plutone, nel 2005 mise in discussione la stessa definizione di pianeta, che fu cambiata e formalizzata nel 2006 dall'Unione Astronomica Internazionale, declassando Plutone a pianeta nano e riportando a otto il numero totale di pianeti.

## Formazione

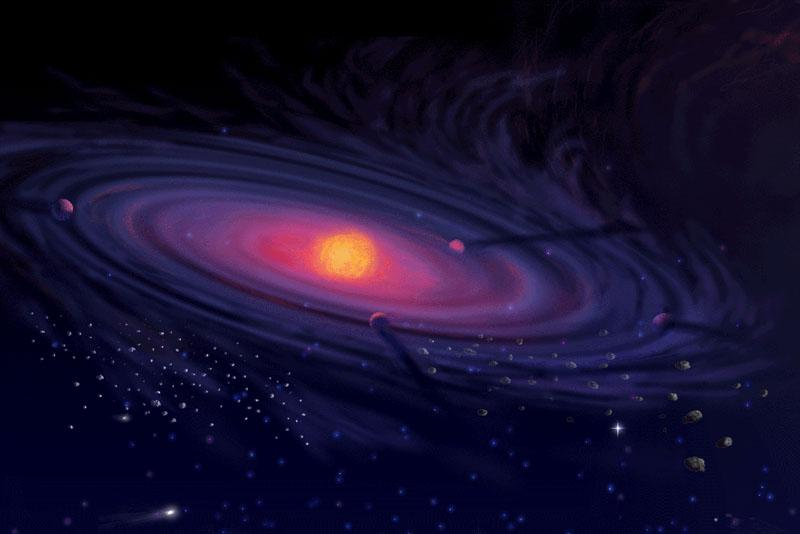
Rappresentazione artistica del sistema solare primordiale

Le teorie più accreditate sulla formazione del sistema solare ne ipotizzano la nascita a 4,6 miliardi di anni fa a partire dalla frammentazione e dal collasso gravitazionale di una gigantesca nube molecolare dal diametro di 65 anni luce. Uno di questi frammenti, dalle dimensioni iniziali di 2000-20000 unità astronomiche, collassò in quello che è noto come disco protoplanetario. I componenti principali di questa fucina primordiale erano per il 98% idrogeno, elio e litio, formatisi con la nucleosintesi poco dopo il Big Bang, e altri elementi più pesanti espulsi da stelle formatesi ed esplose in qualche generazione precedente. Al centro collassò una quantità di gas e polveri tale da raggiungere la massa necessaria per innescare le reazioni termonucleari, provocando la nascita di una protostella, mentre i pianeti si generarono per accrescimento, formando all'inizio qualche decina di piccoli pianeti che nel sistema caotico primordiale ogni tanto si scontravano per formare corpi sempre più grandi.
La contrazione causò un aumento della velocità di rotazione e della forza centrifuga del sistema, causando l'appiattimento della nube, che assunse l'aspetto di un disco rotante intorno al Sole.
Mentre il nucleo del proto-Sole si riscaldava fino a raggiungere le temperature necessarie per innescare le reazioni termonucleari, nel disco circostante le collisioni accrescevano alcuni corpi che inglobavano i vicini frammenti più piccoli. Si sarebbero formati così i protopianeti, dai quali sarebbero derivati gli attuali pianeti, mentre il proto-Sole si trasformava in una stella gialla e stabile.
Nelle prime fasi di attività solare la temperatura nel sistema solare interno era troppo alta per permettere a elementi leggeri di condensare; i pianeti interni tendevano ad accrescersi con elementi pesanti, diventando in futuro pianeti rocciosi. Il vento solare contribuiva a spazzare via gli elementi leggeri, soprattutto idrogeno ed elio, verso le regioni più esterne. Il sistema solare esterno manteneva una temperatura relativamente bassa, permettendo a sostanze come metano e acqua di condensare. La differenza in questo tipo di accrescimento ha determinato le caratteristiche dei pianeti, piccoli e rocciosi all'interno per la presenza di elementi pesanti, giganti all'esterno, che hanno catturato l'idrogeno e l'elio sparsi nello spazio.

## Struttura
Il principale corpo celeste del sistema solare è il Sole, una stella della sequenza principale di classe spettrale G2 V (nana gialla), contenente il 99,86% di tutta la massa conosciuta nel sistema solare. Giove e Saturno, i due pianeti più massicci che orbitano attorno al Sole, costituiscono più del 90% della massa restante. La maggior parte dei grandi oggetti in orbita intorno al Sole si trova in un piano chiamato eclittica. Tipicamente, il piano di orbita dei pianeti è molto vicino a quello dell'eclittica mentre le comete e gli oggetti della cintura di Kuiper hanno un angolo significativamente maggiore rispetto ad esso.
Tutti i pianeti e la maggior parte degli altri oggetti orbitano intorno al Sole in senso antiorario dal punto di vista di un osservatore situato al di sopra del polo nord solare. Certi oggetti orbitano in un senso orario, come la cometa di Halley.
Le traiettorie degli oggetti che gravitano intorno al sole seguono le leggi di Keplero. Sono approssimativamente delle ellissi di cui uno dei fuochi è il Sole. Le orbite dei pianeti sono quasi circolari mentre quelle dei corpi più piccoli presentano una maggiore eccentricità e possono risultare molto ellittiche.
La distanza di un corpo dal Sole varia durante la sua rivoluzione. Il punto più vicino al sole dell'orbita di un corpo si chiama perielio, mentre il più lontano è l'afelio.
Il sistema solare è convenzionalmente diviso in due zone: il sistema solare interno include i quattro pianeti rocciosi e la cintura di asteroidi, il resto viene considerato sistema solare esterno.
La maggioranza dei pianeti del sistema solare possiede dei corpi in rotazione intorno ad essi, chiamati satelliti naturali o lune. I quattro pianeti più grandi hanno anche degli anelli planetari.

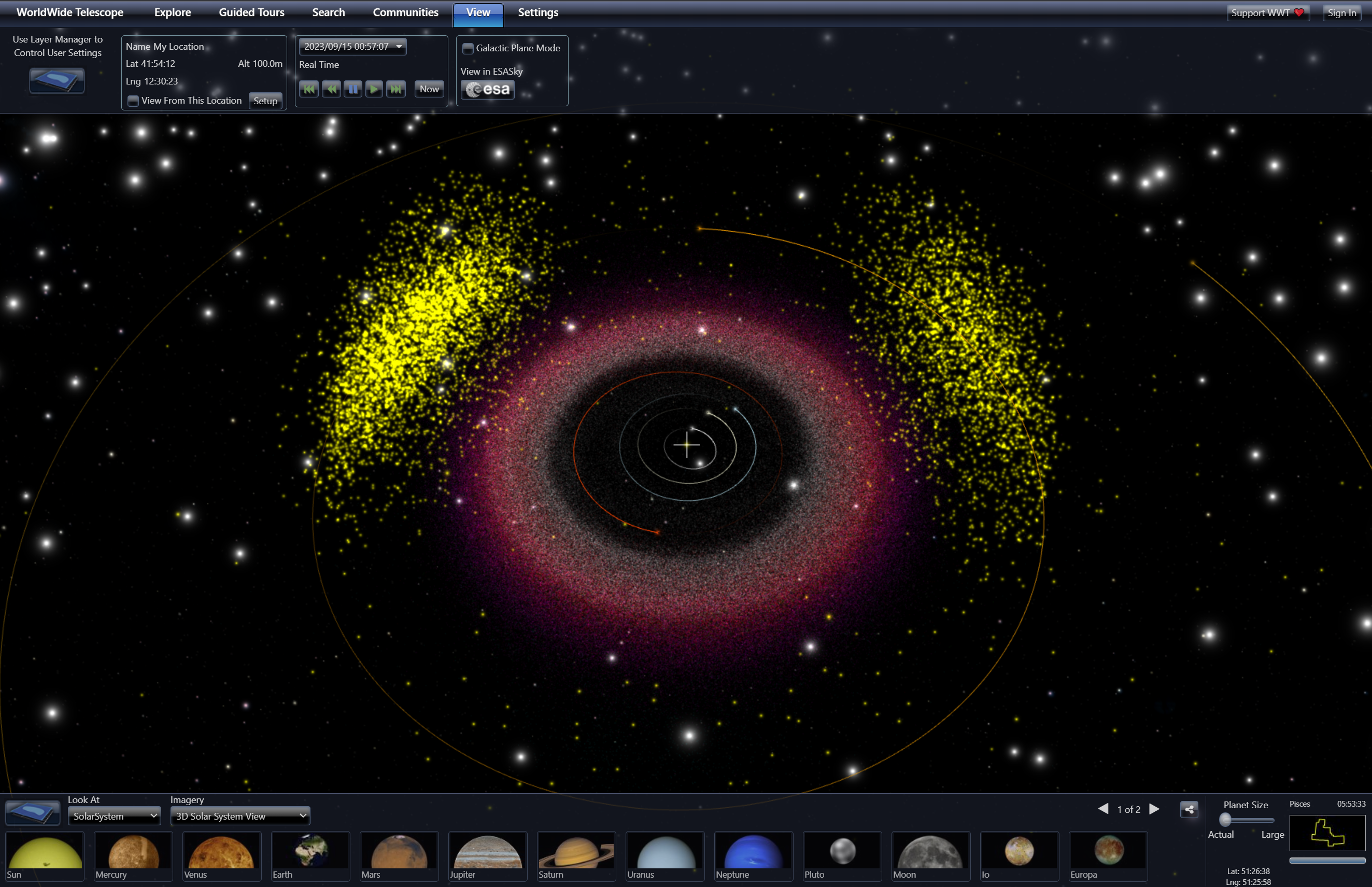
Alcuni software anche open-source come WorldWide Telescope permettono di vedere l'intero Sistema Solare e i suoi migliaia di oggetti celesti, con la rotazione differenziata degli stessi in qualsiasi istante di tempo passato e futuro.

### Composizione
Gli elementi chimici che predominano nel sistema solare sono idrogeno ed elio primordiali, concentrati per lo più nel Sole, dove la loro massa costituisce circa il 98%, e nei due pianeti più grandi, Giove e Saturno. In minori percentuali sono presenti tutti gli elementi della tavola periodica nelle loro forme stabili e nei principali isotopi. Quasi tutti i corpi si trovano in rotazione attorno al centro di massa del sistema nella stessa direzione, contribuendo in modo differente al momento angolare del sistema solare; stranamente, il Sole, nonostante la sua notevole massa, contribuisce solo allo 0,5% del momento angolare totale, essendo molto vicino al baricentro.

### Pianeti terrestri e gioviani

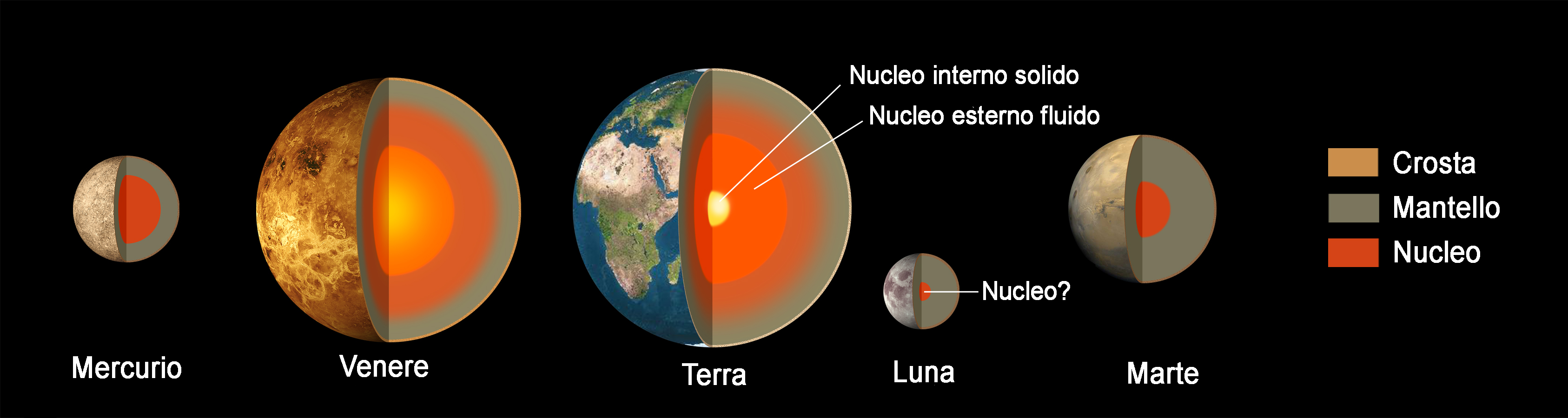
La struttura interna dei pianeti rocciosi.

I pianeti sono molto diversi l'uno dall'altro per composizione chimica, dimensioni, temperatura e altre caratteristiche.
In base alle caratteristiche chimico fisiche i pianeti possono essere distinti in due gruppi: i pianeti di tipo terrestre Mercurio, Venere, Terra e Marte (così chiamati perché simili alla Terra) e i giganti gassosi o pianeti di tipo gioviano Giove, Saturno, Urano, Nettuno (così chiamati in quanto simili a Giove).
Le differenze tra i due tipi di pianeti sono numerose: innanzitutto i pianeti terrestri hanno tutti una massa piccola, nessuno o pochi satelliti e bassa velocità di rotazione, mentre i pianeti gioviani hanno grande massa, numerosi satelliti ed elevata velocità di rotazione. Per questo motivo i pianeti gioviani hanno un rigonfiamento equatoriale maggiore e quindi una forma più schiacciata ai poli rispetto a quelli terrestri. Inoltre i pianeti terrestri hanno una densità che è da 3,9 a 5,5 volte quella dell'acqua, mentre la densità dei pianeti gioviani è solo da 0,7 a 1,7 volte quella dell'acqua.

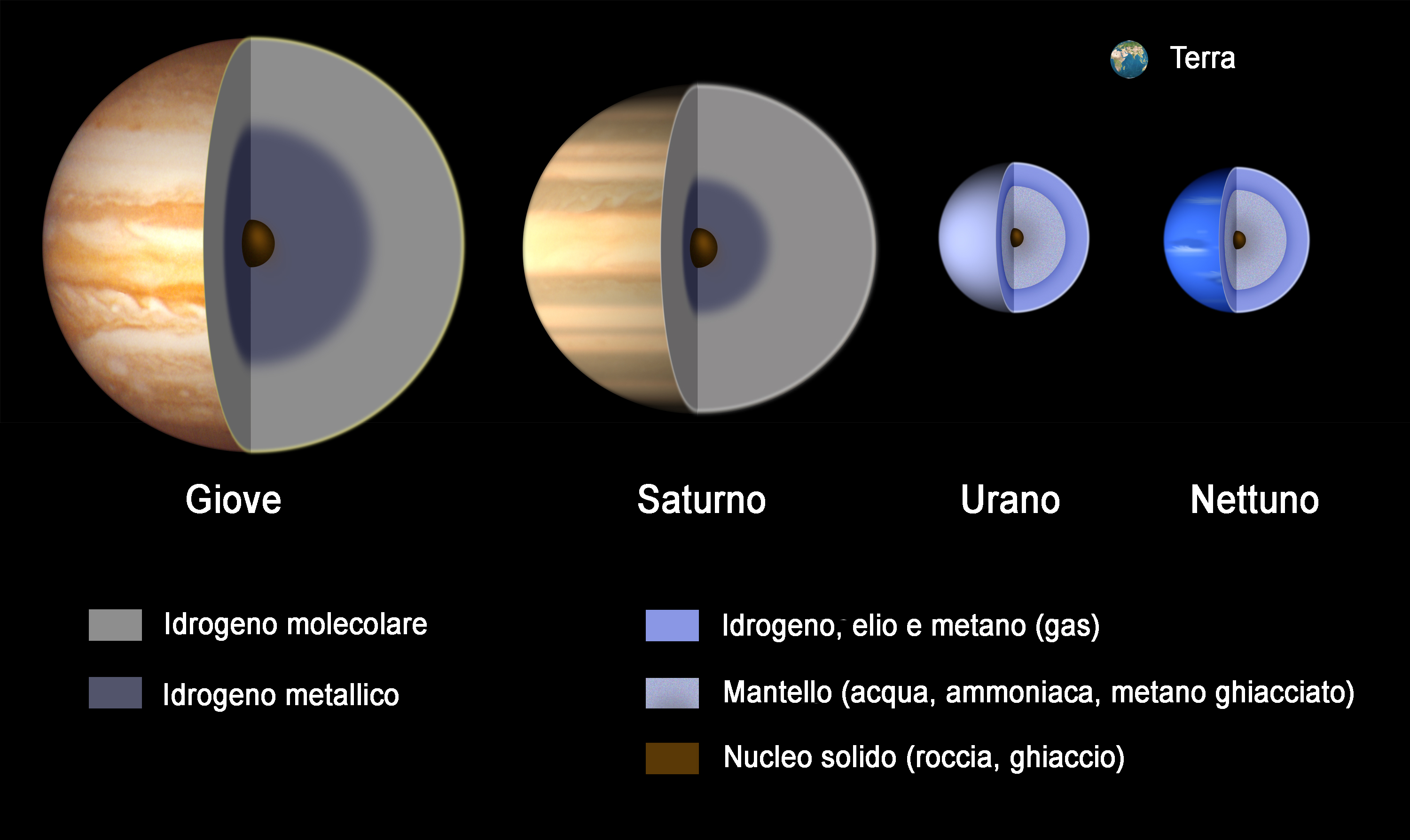
La struttura interna dei pianeti gioviani.

Esaminando la loro composizione si è notato che i pianeti di tipo terrestre sono essenzialmente costituiti da materiali roccia e metallo; i pianeti di tipo gioviano, invece, sono costituiti per lo più da elio, idrogeno e piccole quantità di ghiaccio. L'atmosfera dei pianeti terrestri è rarefatta, al contrario di quelli gioviani in cui l'atmosfera è molto densa ed è costituita da idrogeno, elio, ammoniaca e metano.
La temperatura e le sue variazioni annue e giornaliere sono più elevate nei pianeti terrestri, e dipendono da numerosi fattori: distanza dal Sole, densità e composizione dell'atmosfera e inclinazione dell'asse di rotazione.
Ecco le caratteristiche degli 8 pianeti:
- Mercurio, il primo pianeta e il più piccolo, ha un'atmosfera quasi assente e un nucleo ferroso molto esteso (il 42% del pianeta);
- Venere, con un'atmosfera densissima e temperatura elevatissima;
- Terra, con temperatura abitabile e vita; (1 satellite: Luna)
- Marte, il pianeta superficialmente più simile alla Terra con calotte polari e ruscelli stagionali; (2 satelliti: Fobos e Deimos)
- Giove, il pianeta più grande; (69 satelliti: Io, Europa, Ganimede, Callisto)
- Saturno, è il secondo pianeta più grande e presenta anelli sviluppati (200 satelliti: Titano);
- Urano, con l'asse di rotazione parallelo al piano equatoriale del sole (27 satelliti: Ariel, Umbriel, Titania, Oberon, Miranda)
- Nettuno, il pianeta più freddo e con i venti più forti di tutto il sistema solare (14 satelliti: Tritone)

### Pianeti nani e corpi minori
Tra Marte e Giove si trova la cosiddetta fascia principale degli asteroidi, composta da milioni di oggetti rocciosi caratterizzati da orbite più o meno variabili. Fra di essi, Cerere è attualmente ritenuto l'unico a presentare un equilibrio idrostatico (ovvero una forma sferoidale) e a meritarsi la qualifica di pianeta nano.
Oltre Nettuno si stende un'altra fascia di asteroidi, la fascia di Kuiper, la cui densità effettiva è sconosciuta. Tra questi si trovano Plutone ed Eris, che dal 2006 sono riconosciuti come pianeti nani dall'Unione Astronomica Internazionale. In precedenza Plutone era considerato il nono pianeta.
Sono stati successivamente riconosciuti pianeti nani più distanti di Plutone, come Haumea, Quaoar e Makemake, insieme allo stesso Eris. 
Ancora più esternamente, tra 20000 au e 100000 au di distanza dal Sole, si ipotizza si trovi la nube di Oort, ritenuta il luogo d'origine delle comete.

### Altri oggetti
Il sistema solare comprende altri corpi come i satelliti, che orbitano attorno ai pianeti, e le comete, che ruotano attorno al Sole e hanno un'orbita molto eccentrica e piani orbitali di solito molto inclinati rispetto all'eclittica. Sono presenti anche polveri e gas molto rarefatti concentrati attorno all'eclittica, che diffondono la radiazione solare dando origine alla luce zodiacale.

## Sole

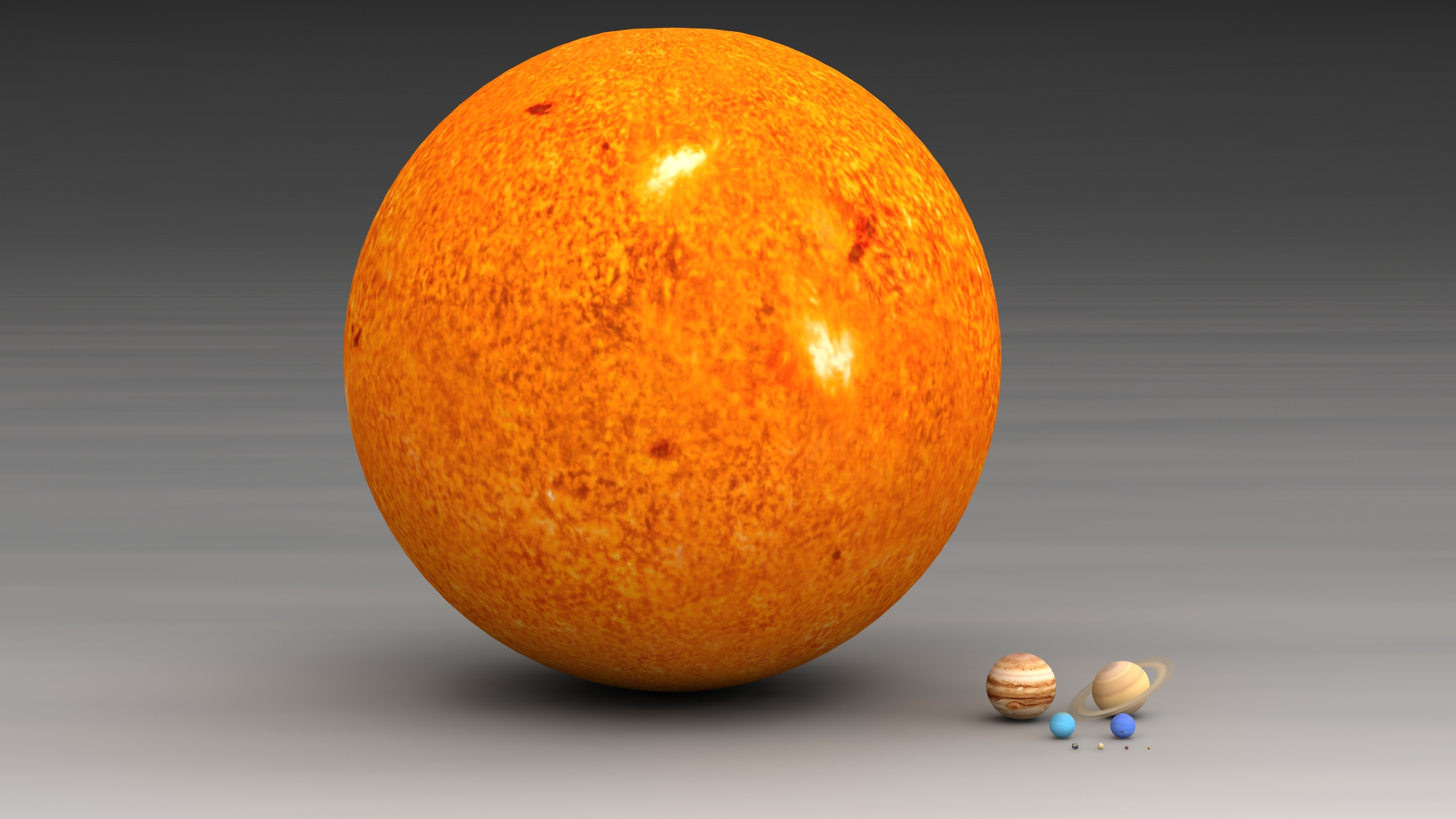
Le dimensioni del Sole comparate a quelle dei pianeti.

Il Sole è la stella madre del sistema solare, e di gran lunga il suo principale componente. La sua grande massa gli permette di sostenere la fusione nucleare, che rilascia enormi quantità di energia, per la maggior parte irradiata nello spazio come radiazione elettromagnetica, in particolare luce visibile. Il Sole viene classificato come una nana gialla, anche se come nome è ingannevole in quanto, rispetto ad altre stelle nella nostra galassia, il Sole è piuttosto grande e luminoso. Le stelle vengono classificate in base al diagramma Hertzsprung-Russell, un grafico che mette in relazione la temperatura effettiva e la luminosità delle stelle. In generale più una stella è calda più è luminosa: le stelle che seguono questo modello sono appartenenti alla sequenza principale, e il sole si trova proprio al centro di questa sequenza. Tuttavia stelle più luminose e calde del Sole sono rare, mentre stelle meno luminose e più fredde sono molto comuni. La luminosità del Sole è in costante crescita, e si è stimato che all'inizio della sua storia aveva soltanto il 75% della luminosità che mostra attualmente.

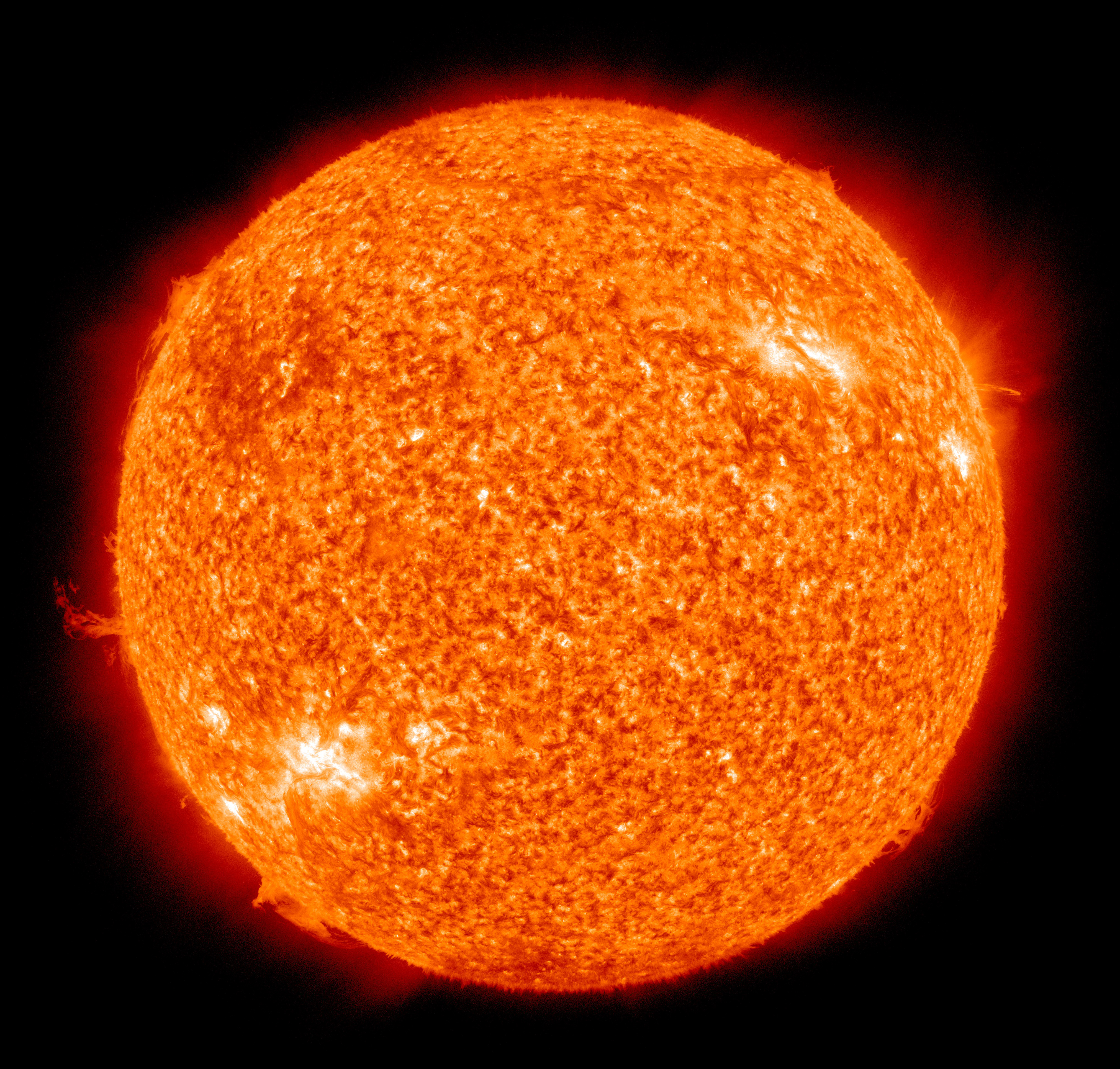
Il Sole ripreso in falsi colori dal Solar Dynamics Observatory della NASA nella banda dell'ultravioletto.

Il Sole è una stella di I popolazione ed è nato nelle fasi successive dell'evoluzione dell'Universo. Esso contiene elementi più pesanti dell'idrogeno e dell'elio (metalli) rispetto alle più vecchie stelle di popolazione II. Gli elementi più pesanti dell'idrogeno e dell'elio si formarono nei nuclei di stelle antiche ormai esplose, così la prima generazione di stelle dovette terminare il suo ciclo vitale prima che l'universo potesse essersi arricchito di questi elementi. Le stelle più antiche osservate contengono infatti pochi metalli, mentre quelle di più recente formazione ne sono più ricche. Questa alta metallicità si pensa sia stata cruciale nello sviluppo di un sistema planetario da parte del Sole, poiché i pianeti si formano dall'accumulo di metalli.
Insieme alla luce il Sole irradia un flusso continuo di particelle cariche (plasma), noto anche come vento solare. Questo flusso di particelle si propaga verso l'esterno a circa 1,5 milioni di chilometri all'ora,, crea una tenue atmosfera (l'Eliosfera) e permea il sistema solare per almeno 100 au (cfr. Eliopausa) formando il mezzo interplanetario.

## Sistema solare interno
Sistema solare interno è il nome utilizzato per la regione di spazio che comprende i pianeti rocciosi e gli asteroidi. Composti principalmente da silicati e metalli, gli oggetti del sistema solare interno si trovano molto vicini al Sole, tanto che il raggio di questa regione è più breve della distanza che separa Giove da Saturno.

### Pianeti terrestri

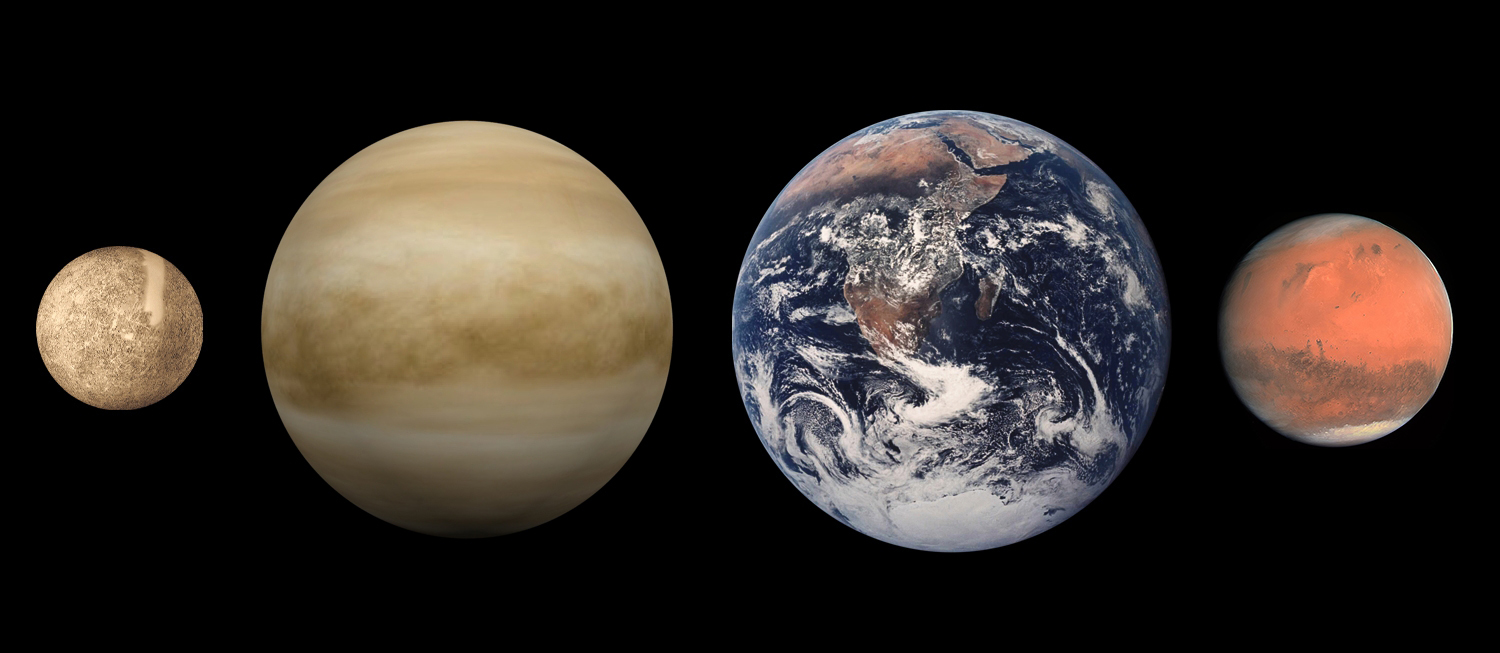
I pianeti interni. Da sinistra a destra: Mercurio, Venere, la Terra e Marte (in scala)

I quattro pianeti terrestri interni sono densi, hanno una composizione rocciosa, hanno pochi o nessun satellite, e non hanno anelli planetari. Essi sono costituiti principalmente da sostanze aventi un alto punto di fusione, come silicati, che costituiscono le croste e i mantelli, e i metalli come ferro e nichel, che costituiscono il loro nucleo. Possiedono una atmosfera seppur rarefatta, hanno crateri da impatto e placche tettoniche, come dimostrano la presenza di rift e vulcani.

#### Mercurio
Mercurio (0,4 au) è il pianeta più vicino al Sole ed è anche il più piccolo (0,055 masse terrestri). Mercurio non possiede satelliti naturali e le sue sole formazioni geologiche conosciute, oltre ai crateri da impatto, sono creste sporgenti o rupes, probabilmente prodotte durante una fase di contrazione avvenuta nella sua storia primordiale. Il pianeta è senza atmosfera, fatta eccezione per esili tracce di gas probabilmente frutto dell'interazione del vento solare con la superficie del pianeta. Questo fa sì che siano assenti fenomeni atmosferici e che l'escursione termica fra il giorno e la notte sia elevatissima. Durante il giorno il suolo raggiunge i 427 °C, mentre di notte può arrivare a -180 °C. Il suo nucleo relativamente grande e il suo mantello sottile non sono ancora stati spiegati adeguatamente: l'ipotesi principale riporta la possibilità che gli strati esterni siano stati strappati via da un impatto gigantesco. Benché assai splendente è molto difficile osservarlo perché ha il moto molto rapido, in più visto che è vicino al Sole è sempre immerso nei chiarori.

#### Venere
Venere (0,7 au) è per dimensioni molto simile alla Terra (0,815 masse terrestri), e, come la Terra, ha un mantello composto da silicati attorno a un nucleo ferroso, possiede un'atmosfera e l'attività sulla sua superficie rende evidente la presenza di attività geologica interna. Tuttavia è molto più asciutto della Terra, e la sua atmosfera è novanta volte più densa. Venere non ha satelliti naturali. Esso è il pianeta più caldo del sistema solare, con temperature superficiali superiori ai 460 °C, molto probabilmente a causa della quantità di gas che provoca effetto serra nell'atmosfera. Non sono state individuate prove definitive delle attuali attività geologiche su Venere, ma si potrebbe pensare che la sua densa atmosfera sia regolarmente alimentata da eruzioni vulcaniche.

#### Terra
La Terra (1 UA) è il più grande e denso dei pianeti interni, l'unico in cui sono conosciute attuali attività geologiche, ed è probabilmente l'unico pianeta del sistema solare che permette la vita (l'unico su cui la vita è sicuramente presente). La sua idrosfera liquida è unica tra i pianeti interni, ed è anche l'unico pianeta dove siano state osservate placche tettoniche. L'atmosfera terrestre è estremamente differente rispetto a quella degli altri pianeti, poiché è stata alterata dalla presenza della vita ed è composta per il 21% di ossigeno. Possiede un satellite naturale, la Luna.

#### Marte
Marte (1,6 au) è più piccolo della Terra e di Venere (0,107 masse terrestri). Possiede un'atmosfera tenue, composta principalmente da anidride carbonica. La sua superficie, costellata di vulcani, come il grande Olympus Mons (la montagna più alta dell'intero Sistema Solare), e da rift valley, come la Valles Marineris, mostra attività geologica che ha persistito fino a tempi relativamente recenti. Il suo colore rosso deriva dalla presenza della ruggine del suolo, ricco di ferro. Marte ha due piccoli satelliti naturali di forma irregolare, Deimos e Fobos, che si pensa siano asteroidi catturati dal suo campo gravitazionale.Fobos è il più grande e più vicino a Marte tra i due, mentre Deimos è il più lontano e più piccolo.

### Fascia degli asteroidi

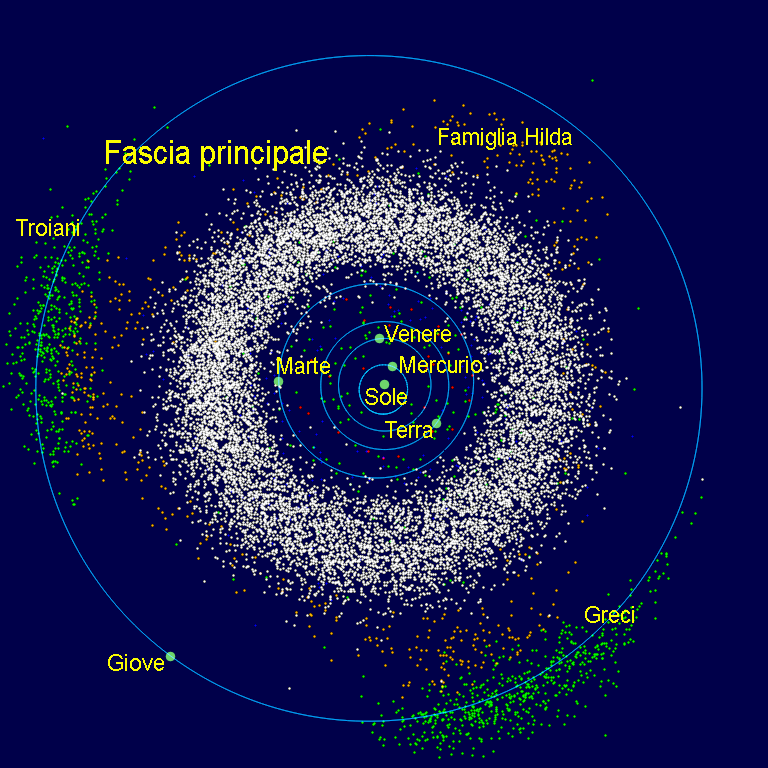
Immagine della fascia principale e degli asteroidi troiani

Gli asteroidi sono per la maggior parte piccoli corpi del sistema solare composti principalmente di rocce e di metalli. La fascia principale degli asteroidi occupa la regione tra le orbite di Marte e Giove, tra 2,3 e 3,3 UA dal Sole. Si pensa che siano residui della formazione del sistema solare, la cui fusione è fallita a causa della interferenza gravitazionale di Giove.
Il raggio di un asteroide di questa fascia può andare da centinaia di chilometri fino a pochi centimetri. Tutti gli asteroidi, salvo il più grande, Cerere, sono classificati come corpi minori del sistema solare, ma alcuni, come gli asteroidi Vesta e Igea possono essere riclassificati come pianeti nani se dimostreranno di avere raggiunto l'equilibrio idrostatico.
La fascia degli asteroidi contiene decine di migliaia, forse milioni, di oggetti sopra il chilometro di diametro. Nonostante ciò, la massa totale di tutti gli asteroidi della fascia principale difficilmente arriverebbe a più di un millesimo della massa della Terra. La fascia principale è scarsamente popolata: sonde spaziali passano continuamente attraverso di essa senza incorrere in incidenti di alcun tipo. Gli asteroidi con diametri compresi tra 10 e 10−4 m sono chiamati meteoroidi.

#### Cerere
Cerere (2,77 UA) è il più grande corpo della fascia degli asteroidi ed è classificato come pianeta nano. Esso ha un diametro di poco meno di 1000 km, grande abbastanza perché la propria gravità gli dia una forma sferica. Cerere, quando è stato scoperto nel XIX secolo, è stato considerato un pianeta, ma è stato riclassificato come asteroide nel 1850, dopo che ulteriori osservazioni rivelarono la presenza di numerosi asteroidi. È stato nuovamente riclassificato nel 2006 come pianeta nano.

#### Gruppo di asteroidi
Gli asteroidi nella fascia principale sono divisi in Gruppi e famiglie di asteroidi sulla base delle loro caratteristiche orbitali. I satelliti degli asteroidi sono asteroidi che orbitano attorno ad asteroidi più grandi. Essi non sono chiaramente distinguibili come i satelliti dei pianeti, in quanto a volte questi satelliti sono grandi quasi quanto il loro partner. La cintura principale di asteroidi contiene anche una cintura di comete che possono essere state la fonte di acqua della Terra.
Gli asteroidi troiani si trovano nei punti L4 e L5 di Giove (regioni gravitazionalmente stabili poste lungo l'orbita del pianeta); il termine "troiano" è utilizzato anche per piccoli corpi situati nei punti di Lagrange di altri pianeti e satelliti. La famiglia di asteroidi Hilda si trovano in risonanza orbitale 2:3 con Giove.
Il sistema solare interno presenta anche degli asteroidi near-Earth, molti dei quali attraversano le orbite dei pianeti interni.

## Sistema solare esterno
Il sistema solare esterno è la patria di giganti gassosi e dei loro satelliti, alcuni dei quali di dimensioni planetarie. In questa regione orbita anche una breve fascia di comete, compresi i centauri. Gli oggetti solidi di questa regione sono composti da una quota più elevata di elementi volatili (come acqua, ammoniaca e metano) rispetto agli oggetti rocciosi del sistema solare interno.

### Pianeti gioviani

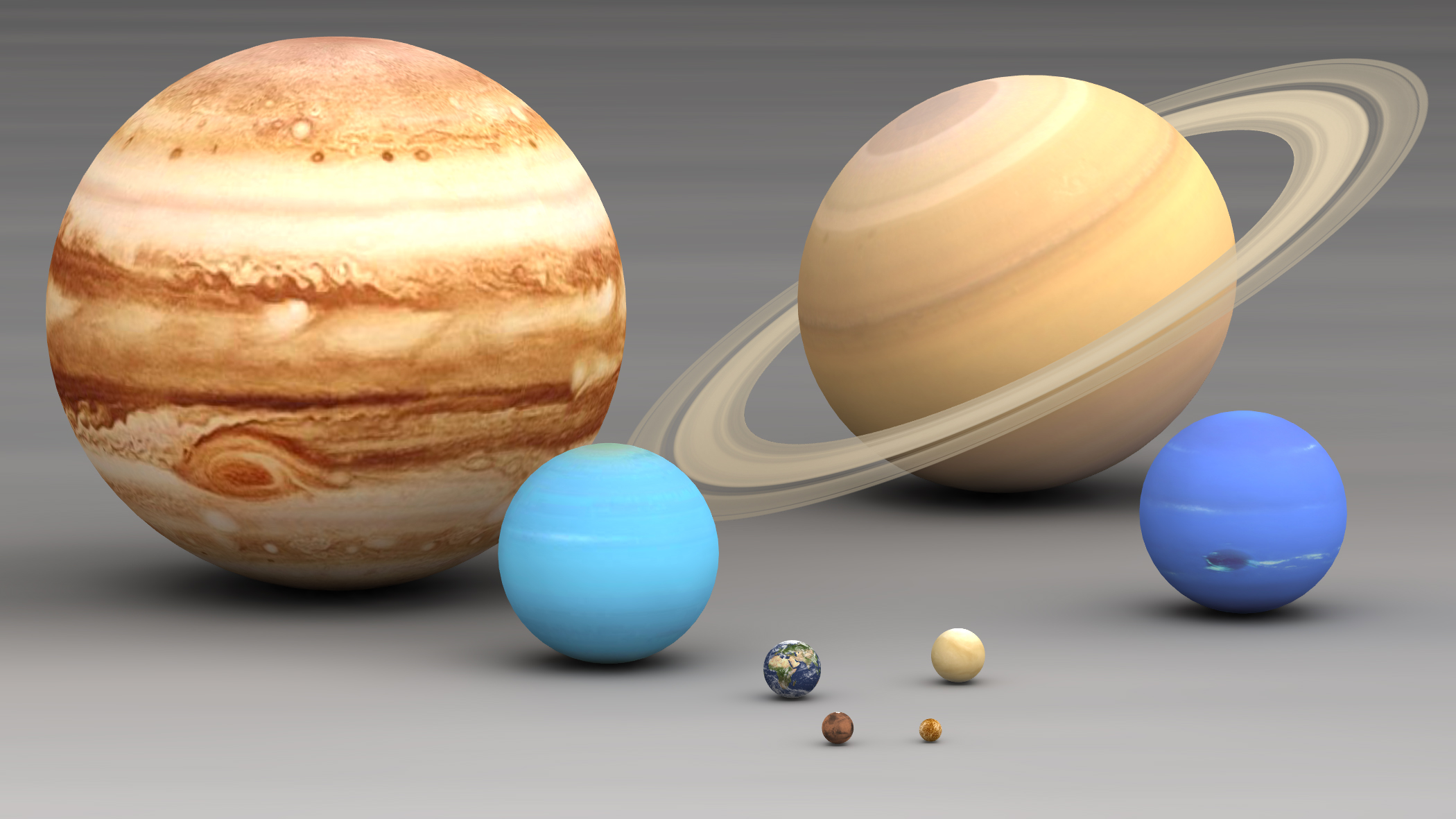
I pianeti esterni, in alto, rapportati per dimensioni con i pianeti interni. Da sinistra a destra e dall'alto in basso: Giove, Saturno, Urano, Nettuno, Terra, Venere, Marte, Mercurio.

I quattro giganti gassosi esterni (talvolta chiamati pianeti gioviani, e da non confondersi con i pianeti esterni) collettivamente costituiscono il 99% della massa nota in orbita attorno al Sole. Giove e Saturno sono costituiti prevalentemente da idrogeno ed elio; Urano e Nettuno possiedono una percentuale maggiore di ghiaccio. Alcuni astronomi suggeriscono che appartengono a un'altra categoria, quella dei "giganti di ghiaccio". Tutti e quattro i giganti gassosi possiedono degli anelli, anche se solo quelli di Saturno sono facilmente osservabili dalla Terra.

#### Giove
Giove (5,2 UA), con 318 masse terrestri, possiede 2,5 volte la massa di tutti gli altri pianeti messi insieme. Dista 778 milioni di chilometri dal Sole, e impiega circa 12 anni terrestri per percorrere un'orbita completa. La sua densità è molto bassa (circa 1,3 kg/dm³) con venti che raggiungono circa 600 km/h; infatti, esso è un pianeta prevalentemente gassoso, composto da elementi molto leggeri, come idrogeno ed elio. Probabilmente nella zona centrale si trova un nucleo solido a una temperatura molto elevata. Il forte calore interno di Giove crea una serie di caratteristiche semipermanenti nella sua atmosfera, come ad esempio la famosa Grande Macchia Rossa. Giove ha 95 satelliti naturali conosciuti: i quattro più grandi, Ganimede, Callisto, Io, e Europa, mostrano analogie con i pianeti terrestri, come fenomeni di vulcanismo e calore interno.

#### Saturno
Saturno (9,5 UA), distinto dal suo sistema di anelli, ha diverse analogie con Giove, come la sua composizione atmosferica. Saturno è molto meno massiccio, essendo solo 95 masse terrestri. Sono noti 274 satelliti, due dei quali, Titano e Encelado, mostrano segni di attività geologica, anche se sono in gran parte criovulcani. Titano è più grande di Mercurio ed è l'unico satellite del sistema solare ad avere una atmosfera densa formata da azoto e metano. Presenta la famosa tempesta esagonale persistente al suo polo nord. 
È noto anche per avere densità inferiore a quella dell'acqua, difatti è pari a 0,7 g/cm3.
Analogamente a Giove, anche Saturno presenta la Grande Macchia Bianca, ovvero tempeste presenti nell'emisfero boreale (settentrionale) del pianeta.

#### Urano
Urano (19,6 UA), con 14 masse terrestri, è il pianeta esterno meno massiccio. Unico tra i pianeti, esso orbita attorno al Sole con una inclinazione assiale superiore a 90° rispetto all'eclittica forse data da un impatto con un altro corpo di 2,75 masse terrestri durante la sua formazione. Ha un nucleo molto freddo rispetto agli altri giganti gassosi, quindi irradia pochissimo calore nello spazio. Urano ha 28 satelliti noti, tra cui i più grandi sono Titania, Oberon, Umbriel, Ariel e Miranda.
Anche Urano possiede una tempesta larga "solo" 3000 chilometri di diametro, la Macchia Nera, la quale è però la più piccola tra quelle dei pianeti giganti gassosi.

#### Nettuno
Nettuno (30 UA), anche se leggermente più piccolo di Urano, è più massiccio (equivalente a 17 masse terrestri) e quindi più denso. Esso irradia più calore interno rispetto a Urano, ma non tanto quanto Giove o Saturno. Nettuno ha 16 satelliti noti. Il più grande, Tritone, è geologicamente attivo, con geyser di azoto liquido. Tritone è l'unico grande satellite con orbita e direzione retrograda. Nettuno è accompagnato nella sua orbita da una serie di planetoidi che sono in risonanza orbitale 1:1 con esso.
Come Giove e Saturno, anche Nettuno presenta una grande tempesta, la Grande Macchia Scura, situata invece nell'emisfero australe (meridionale) del pianeta.

## Comete

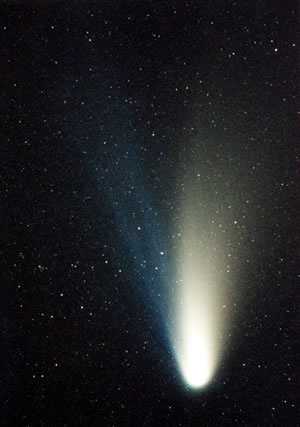
Cometa Hale-Bopp

Le comete sono corpi minori del sistema solare, di solito di pochi chilometri di diametro, e sono composte in gran parte di ghiaccio volatile. Le comete hanno orbite molto eccentriche: in genere, durante il perielio si trovano vicino alle orbite dei pianeti interni, mentre durante l'afelio si trovano al di là di Plutone. Quando una cometa entra nel sistema solare interno, la superficie ghiacciata comincia a sublimare e a ionizzarsi, per via della vicinanza del Sole, fino a quando si crea una coda, spesso visibile a occhio nudo, di gas e polveri.
Le comete di breve periodo hanno orbite che possono essere compiute anche in meno di duecento anni, mentre le comete di lungo periodo hanno orbite dalla durata di migliaia di anni. Le comete di breve periodo si crede siano originarie della fascia di Kuiper, mentre quelle di lungo periodo, come la Hale-Bopp, si ritiene siano originarie della nube di Oort. Molti gruppi di comete, come le comete radenti di Kreutz, si sono formati dalla rottura di un'unica grande cometa. Alcune comete con orbite iperboliche possono provenire dall'esterno del sistema solare, ma la precisa determinazione delle loro orbite è complessa. Le vecchie comete che hanno visto espulso la maggior parte della loro parte volatile per via del calore del Sole sono spesso classificate come asteroidi.

### I centauri
I centauri, che si estendono in una fascia che va da 9 a 30 UA, sono dei corpi che orbitano nella regione compresa tra Giove e Nettuno. Il più grande centauro noto, Cariclo, ha un diametro di circa 250 km. Il primo centauro scoperto, Chirone, è stato classificato come cometa (95P), in quanto si comporta come le comete quando si avvicinano al Sole. Alcuni astronomi classificano gli asteroidi centauri come degli oggetti della fascia di Kuiper distribuiti nelle regioni più interne assieme a degli altri oggetti dispersi nelle regioni esterne, che popolano il disco diffuso.

## Oggetti transnettuniani
La zona al di là di Nettuno, detta "regione trans-nettuniana", è ancora in gran parte inesplorata. Sembra consista prevalentemente in piccoli oggetti (il più grande ha un diametro corrispondente a un quinto di quello terrestre, e una massa di gran lunga inferiore a quella della Luna) composti principalmente di roccia e ghiaccio. Alcuni astronomi non distinguono questa regione da quella del sistema solare esterno.

### Fascia di Kuiper

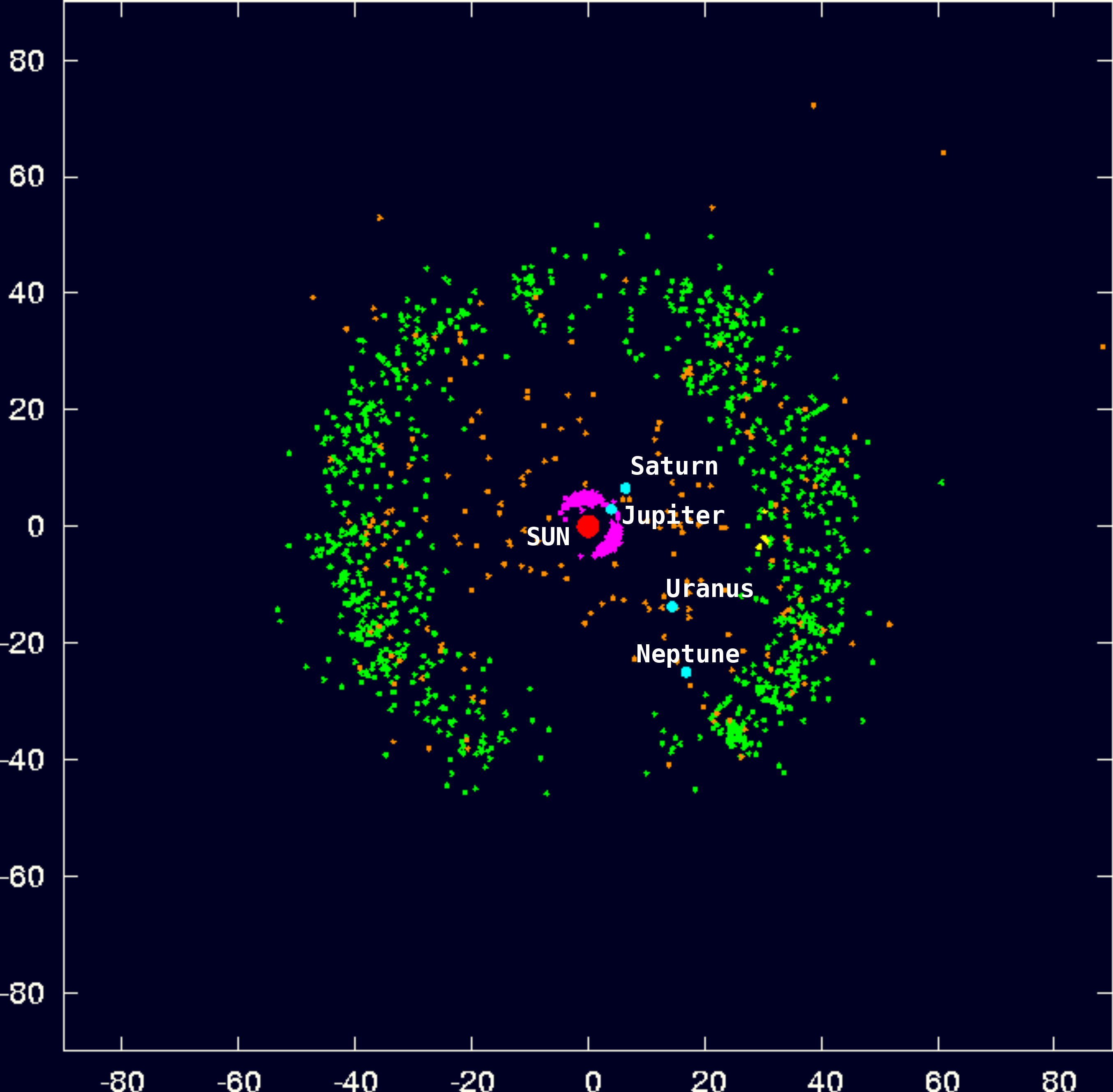
Immagine con tutti gli oggetti della fascia di Kuiper conosciuti

La fascia di Kuiper è un grande anello di detriti simile alla fascia degli asteroidi, ma composti principalmente da ghiaccio. Si estende in una regione che va da 30 a 50 UA dal Sole. Esso è composto principalmente da piccoli corpi del sistema solare, anche se alcuni tra i più grandi oggetti di questa fascia potrebbero essere riclassificati come pianeti nani: ad esempio Varuna ed Orcus. In base alle stime, nella fascia di Kuiper esistono oltre 100 000 oggetti con un diametro superiore ai 50 km, ma si pensa che la massa totale di tutti gli oggetti presenti nella fascia di Kuiper potrebbe essere un decimo, o addirittura un centesimo, della massa terrestre. Molti oggetti della fascia di Kuiper dispongono di più satelliti naturali, e la maggior parte hanno orbite che non sono parallele alle eclittiche.
Gli oggetti della fascia di Kuiper possono essere suddivisi approssimativamente in "classici" e in "risonanti" (con plutini e twotini). Gli oggetti risonanti hanno le orbite legate a quella di Nettuno (le orbite dei plutini sono in rapporto 2:3 con l'orbita di Nettuno, mentre i twotini sono in rapporto 1:2). Gli oggetti classici consistono in corpi che non hanno alcun tipo di risonanza con Nettuno, e che si estendono in una fascia che va da circa 39,4 a 47,7 UA dal Sole. Gli oggetti classici della fascia di Kuiper sono stati classificati come cubewani dopo la scoperta del primo oggetto di questo tipo, (15760) 1992 QB1.

#### Plutone e Caronte

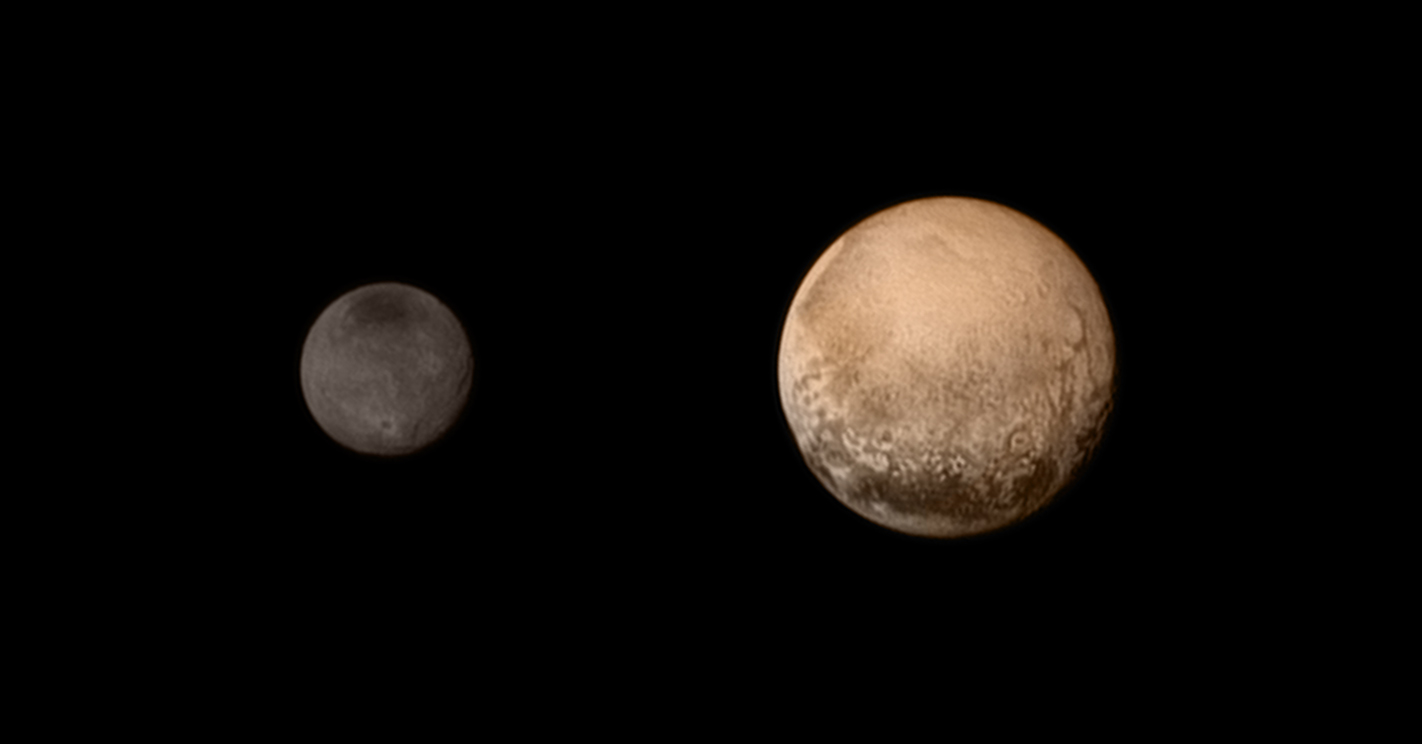
Plutone e Caronte fotografati dalla sonda New Horizons

Plutone (39 UA) è un pianeta nano, ed è il più grande oggetto conosciuto della fascia di Kuiper. Quando venne scoperto, nel 1930, fu ritenuto il nono pianeta del sistema solare, ma nel 2006 è stato riclassificato in pianeta nano, dopo l'adozione di una definizione formale di pianeta. Plutone ha un'orbita relativamente eccentrica, inclinata di 17 gradi rispetto al piano dell'eclittica, e il suo perielio si trova a 29,7 UA dal Sole, all'interno dell'orbita di Nettuno, mentre l'afelio è situato a 49,5 UA dal Sole.
Non è ancora chiaro se Caronte, la luna più grande di Plutone, continuerà a essere classificato come tale o verrà riclassificato come pianeta nano. Il baricentro del sistema dei due pianeti non si trova in nessuno dei due corpi, ma cade nello spazio, e per questo Plutone-Caronte è ritenuto un sistema binario. Attorno a loro orbitano altre quattro lune molto piccole: Stige, Notte, Cerbero e Idra.
Plutone è un corpo classificato come oggetto risonante della fascia di Kuiper, e ha una risonanza orbitale di 2:3 con Nettuno, ovvero Plutone orbita due volte intorno al Sole ogni tre orbite di Nettuno. Gli oggetti della fascia di Kuiper che condividono questo rapporto di risonanza sono chiamati plutini.

#### Haumea e Makemake
Haumea (43,34 UA), e Makemake (45,79 UA) sono i più grandi oggetti conosciuti della fascia di Kuiper classica. Haumea è un oggetto a forma di uovo con due lune: Hiʻiaka e Namaka. Makemake è l'oggetto più luminoso nella fascia di Kuiper dopo Plutone e possiede anch'esso un piccolo satellite, MK2, distante circa 21.000 chilometri dalla superficie del pianeta nano. Originariamente designati rispettivamente come 2003 EL61 e il 2005 FY9, i due nomi e lo status di pianeta nano sono stati loro assegnati nel 2008. Le loro orbite sono molto più inclinate rispetto a quella di Plutone (28° e 29°), e a differenza di Plutone non sono influenzati da Nettuno; fanno quindi parte degli oggetti classici della fascia di Kuiper.

### Disco diffuso
Il disco diffuso si sovrappone alla fascia di Kuiper, ma si estende di molto verso l'esterno del sistema solare. Si pensa che questa regione sia la fonte delle comete di breve periodo. Si crede inoltre che gli oggetti del disco diffuso siano stati spinti verso orbite irregolari dall'influenza gravitazionale della iniziale migrazione verso l'esterno di Nettuno. La maggior parte degli oggetti del disco diffuso (SDOs) hanno il perielio all'interno della fascia di Kuiper, ma il loro afelio può trovarsi anche a 150 UA dal Sole. Inoltre, le orbite degli SDOs sono molto inclinate rispetto al piano dell'eclittica, spesso addirittura quasi perpendicolari a esso. Alcuni astronomi ritengono il disco diffuso semplicemente un'altra regione della fascia di Kuiper, e descrivono questi corpi come "oggetti sparsi della fascia di Kuiper".

#### Eris

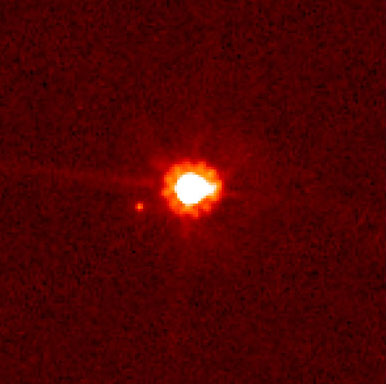
Eris e la sua luna Disnomia

Eris (68 UA) è il secondo più grande corpo conosciuto del disco diffuso, sebbene al momento della scoperta le stime sul diametro fossero maggiori: con un diametro stimato di circa 2400 km sembrava almeno il 5% più grande di Plutone, provocando un dibattito su cosa può essere definito un pianeta. Possiede un satellite, Disnomia. Come Plutone, la sua orbita è fortemente eccentrica e fortemente inclinata rispetto al piano dell'eclittica: ha un perielio di 38,2 UA e uno afelio di 97,6 UA dal Sole.

## Regione più lontana
Il punto in cui termina il sistema solare e inizia lo spazio interstellare non è definito con precisione, poiché i suoi confini possono essere tracciati tramite due forze distinte: il vento solare o la gravità del sole. Il limite esterno tracciato dal vento solare giunge a circa quattro volte la distanza Plutone-Sole; questa eliopausa è considerata l'inizio del mezzo interstellare. Tuttavia, la sfera di Hill del Sole, ovvero il raggio effettivo della sua influenza gravitazionale, si ritiene si possa estendere fino a un migliaio di volte più lontano.

### Eliopausa

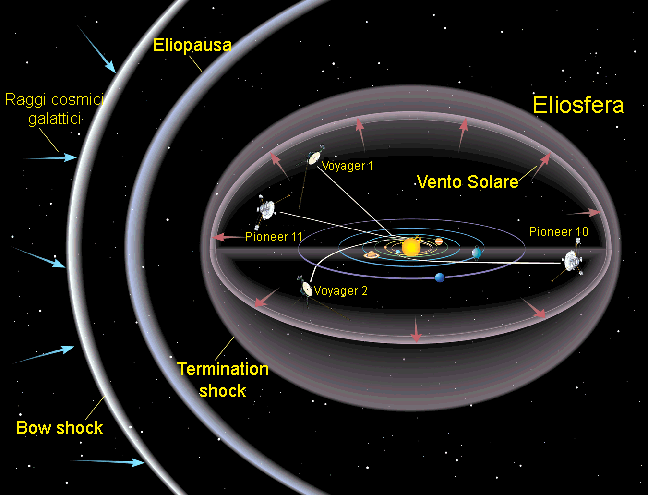
L'entrata dei Voyager nell'elioguaina.

L'eliosfera è divisa in due regioni distinte. Il vento solare viaggia a circa 400 km/s fino a quando non attraversa il cosiddetto termination shock, che si trova tra 80 e 100 UA dal Sole in direzione sopravvento, e fino a circa 200 UA dal Sole sottovento. Qui il vento rallenta drasticamente, aumenta di densità e temperatura e diviene più turbolento, formando una grande struttura ovale conosciuta con il nome di elioguaina (dal termine inglese heliosheath), la quale sembra si comporti come la coda di una cometa: essa si estende verso l'esterno per altri 40 UA sul lato sopravvento, mentre si estende molto meno nella direzione opposta. Entrambe le sonde Voyager 1, nel 2004, e Voyager 2, nel 2007, hanno superato il termination shock e sono entrate nell'elioguaina, e distano rispettivamente 145 e 120 UA dal Sole. Dopo l'attraversamento del termination shock, il vento solare continua a fluire fino a raggiungere il limite esterno dell'eliosfera, l'eliopausa, oltre la quale inizia il mezzo interstellare, anch'esso pervaso di plasma.
La forma del limite esterno dell'eliosfera è probabilmente influenzata dalla dinamica dei fluidi delle interazioni con il plasma del mezzo interstellare, nonché dal campo magnetico solare, prevalente a sud. Al di là dell'eliopausa, a circa 230 UA, nel plasma interstellare si forma un'onda d'urto stazionaria (bow shock), dovuta al moto del Sole attraverso la Via Lattea.
Nel 2012 la sonda spaziale Voyager 1, lanciata dalla NASA, ha attraversato l'eliopausa, scoprendo che è il "confine del sistema solare", in quanto il campo magnetico del Sole ha come limite questo spazio interstellare. Vedendo le oscillazioni dell'ago della bussola interna della sonda si è capito che col passare degli anni molteplici strati magnetici del Sole si sono accumulati e perfino intrecciati tra loro, creando bolle magnetiche. L'eliopausa è molto importante per la nostra stessa sopravvivenza, poiché, con l'enorme energia magnetica accumulata nel tempo, ci protegge da nocivi raggi cosmici. Una squadra finanziata dalla NASA ha sviluppato il concetto di una "Vision Mission" dedicato all'invio di una sonda nell'Eliosfera.

### Nube di Oort

Immagine artistica della fascia di Kuiper e dell'ipotetica nube di Oort

L'ipotetica nube di Oort è una grande massa composta da miliardi di oggetti di ghiaccio che si crede essere la fonte delle comete di lungo periodo e che circondano il sistema solare a circa 50000 au (circa 1 anno luce), e forse fino a 100000 au (1,87 anni luce). Si ritiene sia composto di comete che sono state espulse dal sistema solare interno da interazioni gravitazionali con i pianeti esterni. Gli oggetti della nube di Oort sono molto lenti, e possono essere turbati da eventi rari, ad esempio delle collisioni, dalla forza gravitazionale di una stella di passaggio, o dalla marea galattica, forza di marea esercitata dalla Via Lattea.

#### Sedna e la nube di Oort interna

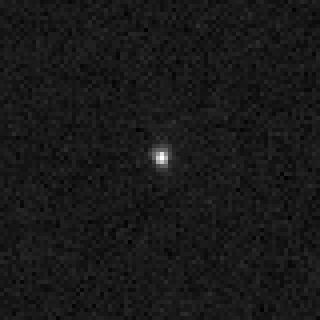
Sedna, Telescopio spaziale Hubble

Sedna (525,86 UA) è un grande oggetto simile a Plutone, con un'orbita estremamente ellittica, con un perielio a circa 76 UA e un afelio a 928 UA dal Sole. Un'orbita così grande richiede ben 12 050 anni per il suo completamento. Mike Brown, scopritore dell'oggetto nel 2003, afferma che non può essere parte del disco diffuso o della fascia di Kuiper, poiché il suo perielio è troppo lontano per aver subito degli effetti dalla migrazione di Nettuno. Lui e altri astronomi ritengono che sia il primo oggetto di una popolazione completamente nuova, che può comprendere anche l'oggetto (148209) 2000 CR105, che ha un perielio di 45 UA, un afelio di 415 UA e un periodo orbitale di 3420 anni. Brown definisce questa nuova popolazione "nube di Oort interna", che si può essere formata attraverso un processo simile, anche se è molto più vicina al Sole. Sedna è molto probabilmente un pianeta nano, anche se la sua forma deve essere ancora determinata con certezza.

### Confini
Gran parte del nostro sistema solare è ancora sconosciuto. Lo scudo gravitazionale del Sole si stima che domini le forze gravitazionali delle stelle che lo circondano fino a circa due anni luce (125000 au). Il confine esterno della nube di Oort, invece, non si può estendere per più di 50000 au. Nonostante le scoperte di nuovi oggetti, come Sedna, la regione tra la fascia di Kuiper e la nube di Oort, una zona di decine di migliaia di UA di raggio, non è ancora stata mappata. Vi sono, inoltre, in corso ancora studi sulla regione compresa tra Mercurio e il Sole. Numerosi oggetti possono ancora essere scoperti nelle zone inesplorate del sistema solare.

## Contesto galattico

Schema dei bracci a spirale della Via Lattea, il Braccio di Orione, dove si trova il sistema solare, è quello arancione.

Il sistema solare è situato nella via Lattea, una galassia a spirale barrata del diametro di circa 100000 al contenente circa 200 miliardi di stelle. Più precisamente è situato in uno dei bracci esterni, noto come il braccio di Orione a una distanza di 26700 al dal centro galattico, attorno al quale orbita con una velocità di 230 km/s, compiendo un'orbita ogni 225-250 milioni di anni o un anno galattico. La direzione in cui viaggia il sistema solare alla nostra epoca è un punto vicino alla stella Vega, chiamato apice solare.
La posizione del sistema solare all'interno della galassia è stata fondamentale per lo sviluppo della vita sulla Terra. L'orbita quasi circolare attorno al nucleo galattico, con velocità simile alle stelle vicine e simile alla velocità di rotazione del braccio galattico, ha permesso al sistema di non attraversare altri bracci ricchi di supernove che, con la loro instabilità, avrebbero potuto compromettere l'equilibro di condizioni necessarie alla vita per evolversi.

### Prossimità del sistema solare

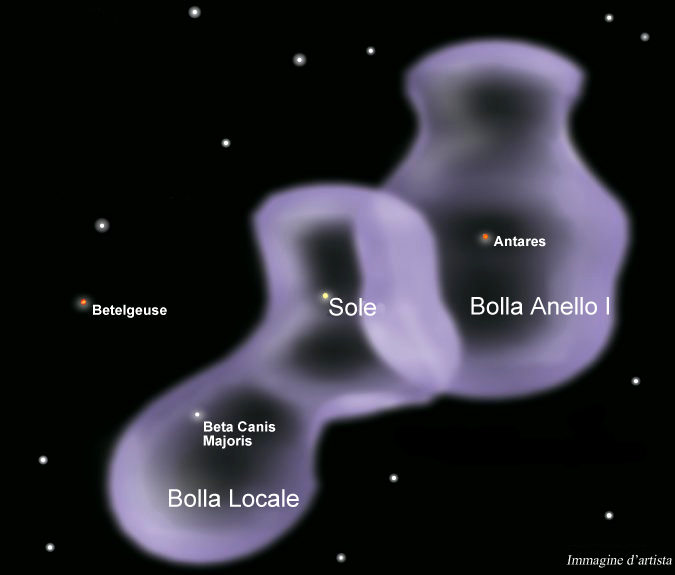
La Bolla Locale nel Braccio di Orione, e la posizione di alcune stelle note poste in prossimità del Sole.

Il sistema solare si trova all'interno della Nube Interstellare Locale, vicino al confine con la nube G-cloud (dove risiedono Alfa Centauri e Antares), verso la quale si sta muovendo. La nube ha una densità di idrogeno leggermente superiore al mezzo interstellare e una dimensione di circa 30 al. Il tutto è immerso in una struttura più grande, la Bolla Locale, con una densità di idrogeno leggermente inferiore e un diametro di circa 300 al.
Ci sono solo sette sistemi stellari conosciuti nel raggio di 10 anni luce dal sistema solare. Il più vicino è Alfa Centauri, un sistema triplo a poco più di 4 anni luce di distanza. Poi ci sono tre sistemi poco luminosi con una sola stella, Stella di Barnard, Wolf 359 e Lalande 21185, prima di Sirio, un sistema doppio che è la stella più brillante del cielo notturno osservabile. Poco più distanti, a circa 9 anni luce, ci sono un sistema doppio Luyten 726-8 e la stella Ross 154. Oltre a questi sistemi ci potrebbero essere oggetti poco luminosi, come le nane brune recentemente scoperte WISE 1049-5319 e WISE 0855−0714, e quindi difficilmente individuabili.

## Prospetto del sistema
Sotto, un prospetto del sistema solare: sono elencati gli otto pianeti del sistema solare e Plutone, quale prototipo dei pianeti nani. L'inclinazione orbitale è quella rispetto all'equatore del Sole. Prendendo invece come riferimento il piano invariabile, la Terra ha un'inclinazione di 1,58°, la più bassa tra i pianeti rocciosi ma superiore a quelle dei giganti gassosi.
| Pianeta                                                    | Tipo            | Massa     | Raggio  | Densità    | Periodo orb. | Sem. maggiore | Eccentricità | Incl. orbita |
| ---------------------------------------------------------- | --------------- | --------- | ------- | ---------- | ------------ | ------------- | ------------ | ------------ |
| Mercurio                                                   | Roccioso        | 0,055 M⊕  | 0,38 r⊕ | 5,43 g/cm³ | 88 giorni    | 0,387 UA      | 0,2          | 3,38°        |
| Venere                                                     | Roccioso        | 0,815 M⊕  | 0,95 r⊕ | 5,24 g/cm³ | 225 giorni   | 0,72 UA       | 0,0067       | 3,86°        |
| Terra                                                      | Roccioso        | 1 M⊕      | 1 r⊕    | 5,51 g/cm³ | 365,3 giorni | 1 UA          | 0,0167       | 7,25°        |
| Marte                                                      | Roccioso        | 0,107 M⊕  | 0,53 r⊕ | 3,93 g/cm³ | 687 giorni   | 1,52 UA       | 0,0934       | 5.65°        |
| Giove                                                      | Gigante gassoso | 318 M⊕    | 11,2 r⊕ | 1,33 g/cm³ | 11,86 anni   | 5,2 UA        | 0,0484       | 6.09°        |
| Saturno                                                    | Gigante gassoso | 95 M⊕     | 9,1 r⊕  | 0,69 g/cm³ | 29,45 anni   | 9,58 UA       | 0,0565       | 5.51°        |
| Urano                                                      | Gigante gassoso | 14,54 M⊕  | 3,95 r⊕ | 1,27 g/cm³ | 84 anni      | 19,2 UA       | 0,0457       | 6.48°        |
| Nettuno                                                    | Gigante gassoso | 17,1 M⊕   | 3,85 r⊕ | 1,64 g/cm³ | 165 anni     | 30,1 UA       | 0,0089       | 6,43°        |
| Plutone                                                    | Pianeta nano    | 0,0022 M⊕ | 0,19 r⊕ | 2,5 g/cm³  | 248 anni     | 39,5 UA       | 0,245        | 11.88°       |
| Prospetto delle distanze dei pianeti dal Sole (a sinistra) |                 |           |         |            |              |               |              |              |